# Oeste (comunidad intermunicipal)
El Oeste es una comunidad intermunicipal, también conocida como Región Oeste, parte de la región estadística portuguesa del Oeste y Valle del Tajo región y dividida entre el Distrito de Lisboa y el Distrito de Leiria. Limita al este con la Región de Leiría y la Lezíria do Tejo, al sur con la Grande Lisboa y al oeste y al norte con el océano Atlántico. Área: 2220 km². Población (2011): 362 540. Densidad de población (2011): 163,3 hab./km².
Comprende 12 concelhos:
- Alcobaça
- Alenquer
- Arruda dos Vinhos
- Bombarral
- Cadaval
- Caldas da Rainha
- Lourinhã
- Nazaré
- Óbidos
- Peniche
- Sobral de Monte Agraço
- Torres Vedras